# Salmar
Salmar byl jedním z Maiar ve světě J.R.R.Tolkiena. Salmar byl Ulmovým přítelem, jemuž vyrobil i proslulé rohy Ulumúri. Nežil však s Ulmem v jeho domě v hlubinách moře, ale žil ve Valimaru, jejž naplnil svou hudbou. Salmar byl harfeníkem Valar, a jeho bratr Ómar byl zpěvákem.

## Jména
Salmar je nazýván též Lirillo (analogicky jako Ómar je (v tomto případě častěji) nazýván Amillo). Jeho další jméno je Noldorin

## Dějiny
O Salmarovi se příliš nevypráví. Na úsvitu věků stvořil Ulumúri, Ulmovy rohy. Salmar se stal přítelem Noldor a vypravil se s prvním zástupem do Války hněvu. Po Válce hněvu se usadil na Osamělém ostrově.